# Hailey sauve le monde
Hailey sauve le monde (Hailey's On It!) est une série télévisée d'animation américaine en 30 épisodes créée par Devin Bunje et Nick Stanton et diffusée entre le 8 juin 2023 et le 18 mai 2024 sur Disney Channel.
En France, la série a été diffusée en avant-première le 23 décembre 2023 puis entre le 6 janvier 2024 et le 30 novembre 2024 sur Disney Channel.

## Synopsis
Hailey Banks, une ado pleine de ressources n'aime pas prendre de risques, mais elle a pour mission de relever une longue liste de défis difficiles, voire irréalisables, afin de sauver le monde. Alors, elle s'attaque à tous : les manèges de la fête foraine, jouer dans une comédie musicale, réunir un duo de chanteurs ou affronter ses sentiments de plus en plus profonds à l'égard de son meilleur ami Scott, Hailey va faire face à de nombreux challenges, et aura autant d'occasions de vaincre ses peurs.

## Distribution

### Voix originales
- Auliʻi Cravalho : Hailey Banks, Kelci Fyre
- Manny Jacinto : Scott Denoga
- Gary Anthony Williams : Beta
- Cooper Andrews : Kai Banks
- Julie Bowen : Patricia Banks
- Josh Brener : A.C. Aychvak
- Sarah Chalke : The Professor
- Nik Dodani : Thad
- Judy Alice Lee : Becker Denoga
- Amanda Leighton : Kristine Sanchez
- Joy Osmanski : Sunny Denoga
- Nico Santos : Jonathan
- Dee Bradley Baker : Frank
- Carlos Alazraqui : Bill Board
- Erica Lindbeck : Genesis
- Brian Jordan Alvarez : David Whale
- Blake Anderson : Swagmeister
- Mick Foley : Rowdy Russ Stanton
- Jared Goldstein : Leo Whale
- Jo Koy : Eddie Denoga
- Jack McBrayer : Lazlo
- Bebe Neuwirth : Barbara
- Chris Parnell : Robert Vandertrache, The narrator, Klaus Gimlet
- Tim Robinson : Kelly Hardmeier
- Natasha Rothwell : Carla
- Brandon Mychal Smith : JT
- Martin Starr : Cody
- Al Yankovic : Chip Dingle
- Maribeth Monroe : Ms. Ohlson
- Dana Snyder : Sparky La Russo
- Chris Wylde : Finn Skulby
- Grey DeLisle : Anita
- Charlie Schlatter : Tommy D
- Billy Kametz : Road Rash and Paul
- Kerri Kenney-Silver : Gretchen Aychvak
- Karan Brar : Sanjay Singh

### Voix françaises
- Audrey d'Hulstère : Hailey Banks
- Arthur Dubois : Scott Denoga
- Nicolas Matthys : Beta
- Simon Duprez : Kai Banks
- Micheline Tziamalis : The Professor
- Jonathan Simon : Oncle Chunk, Jonathan, Cody, Chainsaw, Terry Kine, Tronçonneuse, Hank, Becky
- Olivier Francart : Road Rash
- Estelle Strypstein : Kristine Sanchez
- Émilie Guillaume : A.C. Aychvak
- Marie Braam : Becker Denoga
- Valérie Marchant : Sunny Denoga, Brenna
- Sophie Landresse : Tina, Patricia Banks
- Sophie Pyronnet : Lucy, Kily, Tina, Jenna, Felicia, Olga, Destiny
- Christa Jérôme : Carla, Mme Jackson
- Emmanuel Dell'Erba : Sweigmeister, Bobby, Chèvre Yogi, Jungo, Filly Jimmons
- Jean-Michel Vovk : Bill Board
- Esther Aflalo : Bailey, Abby Blabla, Mme la bibliothécaire
- Stéphane Pelzer : JT, Tommy D, Melvin, Rod Toolman
- David Manet : Barney, Sparky, Uncle Ngata, Mr. Hardmeier, Thad
- Audrey Devos : Kennedy
- Michel Hinderyckx : Mr Williams
- Muriel Bersy : Peanut Butter Pam, Mme Ohlson, Babs
- Colette Sodoyez : Gigi
- Franck Dacquin : Robet Vandertrache
- Valentin Vanstechelman : Murray le boudeur, Darryl, Bored Murray, Eddie, Sanjay Singh
- Martin Spinhayer: Chuck Power
- Nathalie Hons : Juge, Lunch Kady O'Malley, Aurora Fedora
- Jennifer Baré : Darlène, Gretchen
- Jean-François Rossion : Oncle Marty, Rowdy Russ
- Yannick Besson : Chip, Cupide Carnie, David
- Laurent Vernin : DeAndre, Finn, Tonton Chuy, Harry Haberdasher, Klaus Gimlet
- Benjamin Thomas : Frederix, Sam
- Alexandre Crépet : Thacher, Intense Carnie
- Marie du Bled : Futurisma
- Thibaut Delmotte : Perceuse, Léo
- Valérie Muzzi : Mme Maggie, Janica
- Alessandro Bevilacqua : Vice Principal Bacon
- Ludivine Deworst : Kelci Fyre
- Leïla Devin : Genesis

## Production

### Développement
Le premier concept d'Hailey sauve le monde a été conçu lorsque Devin Bunje et Nick Stanton ont imaginé un scénario d’une fille qui ne prête pas attention à un messager voyageant dans le temps. Le duo s’est intéressé aux personnages et a lentement commencé à développer ce qui allait devenir la série.
Le 18 novembre 2021, Disney Channel Worldwide a annoncé qu'Hailey sauve le monde avait reçu le feu vert pour une première saison de 20 épisodes. Meredith Roberts, une dirigeante de Disney Television Animation a décrit la série comme la première série animée de Devin Bunje et Nick Stanton et l’a qualifiée de « comédie au rythme effréné » avec des « histoires ancrées » et du « cœur », ce qui en faisait un « ajustement parfait » pour Disney. La série a été décrite comme destinée aux enfants âgés de 6 à 14 ans et à leurs familles.
Le 15 juin 2022, Disney Channel Worldwide a révélé qu'Hailey sauve le monde recevrait 10 épisodes supplémentaires portant le total de 20 épisodes à 30 épisodes pour la première saison.
Il a également été annoncé que Howy Parkins serait coproducteur exécutif aux côtés de Bunje et Stanton et réalisateur superviseur. Les reportages ont également confirmé que Wade Wisinski était le producteur de la série, Karen Graci la rédactrice en chef de l’histoire de la série et Lee Ann Dufour la directrice artistique de la série,.
En décembre 2022, le Daily Sundial a rapporté que l’artiste Jaison Wilson, qui a travaillé sur La Princesse et la Grenouille, La Loi de Milo Murphy, Phinéas et Ferb, le film : Candice face à l'univers et Amphibia travaillerait sur la série.
Le 28 avril 2023, la première bande-annonce de la série a été publiée et un communiqué de presse a noté que le casting invité de la série comprend Brian Jordan Alvarez, Blake Anderson, Mick Foley, Jo Koy, Jack McBrayer, Bebe Neuwirth, Chris Parnell, Tim Robinson, Natasha Rothwell, Brandon Mychal Smith, Martin Starr et Al Yankovic. Le même jour, il a été annoncé que Cat Harman-Mitchell et Leslie Park seraient les réalisatrices de la série.
Le 2 octobre 2024, la série a été annulée après une saison.

### Écriture
Les scénaristes de la série incluent Mary Gulino et Kevin Yee,. Karen Graci est rédactrice en chef. Bunje et Stanton ont déclaré que l’utilisation de l’animation leur donnait une plus grande liberté créative que leurs œuvres en prises de vues réelles. En raison des changements constants apportés à l’histoire de la série pendant le développement, les scénaristes ont délibérément évité que le contenu de la liste de Hailey soit entièrement défini, voulant plutôt que le contenu soit conçu au fur et à mesure qu’ils développaient l’histoire de chaque épisode afin de permettre une plus grande liberté créative et une plus grande flexibilité.
Le personnage de Beta a été créé parce que les scénaristes voulaient un moyen « d’organiser et de hiérarchiser les éléments de la liste » sans toujours compter sur la liste elle-même, avec l’idée d’un smartphone technologiquement avancé en raison de la dynamique qu’un tel personnage pourrait avoir avec Hailey. Beta était à l’origine censé être un personnage mineur, mais son rôle a été élargi après que les scénaristes aient apprécié la performance de Gary Anthony Williams et l’aient développé davantage.

### Fiche technique
Sauf indication contraire, les informations mentionnées dans cette section peuvent être confirmées par la base de données cinématographiques IMDb,  présente dans la section « Liens externes ».
- Titre original : Hailey's On It!
- Titre français : Hailey sauve le monde
- Création : Devin Bunje et Nick Stanton
- Réalisation : Howy Parkins, Cat Harman-Mitchell, Leslie Park
- Scénario : Devin Bunje, Lindsey Reckis, Nick Stanton, Karen Graci, Alison Wong, Marty Donovan, Kevin Yee, Mary Gulino, Yolie Cortez, James Alexander
- Musique :
  - Compositeur(s) : Matthew Tishler et Andrew Underberg
  - Thème d'ouverture : Auli'i Cravalho - The Future's in My Hands (Theme from "Hailey's On It!")
- Production :
  - Producteur(s) : Brandi Young
  - Producteur(s) exécutive(s) : Dan Povenmire
- Société(s) de production : Disney Channel, Disney Television Animation
- Pays d'origine : États-Unis
- Langue d'origine : Anglais
- Format :
  - Format image : 720p (HDTV)
  - Format audio : 5.1 surround sound
- Genre : Comédie
- Durée : 22 minutes (2 × 11 minutes)
- Date de première diffusion :
  - 8 juin 2023 sur Disney Channel
- Classification : déconseillé aux moins de 7 ans

Version française
- Société de doublage : Dubbing Brothers Belgique
- Direction artistique : Jennifer Baré
- Adaptation des dialogues : Sophie Deschaumes
- Adaptation et direction des chansons : Patrick Waleffe

## Épisodes
| Saison | Saison | Épisodes | États-Unis  | États-Unis  | France         | France           |
| Saison | Saison | Épisodes | Début       | Fin         | Début          | Fin              |
| ------ | ------ | -------- | ----------- | ----------- | -------------- | ---------------- |
|        | 1      | 30       | 8 juin 2023 | 18 mai 2024 | 6 janvier 2024 | 30 novembre 2024 |

### Saison 1 (2023-2024)
1. Que l'aventure commence (The Beginning of the Friend)
2. Les tacos au poisson / Shérif pour un jour (Beta'd and Hooked / The Wild, Wild Mess)
3. Le concours de châteaux de sable / Chapeaux : la comédie musicale (The Last Sand / The Show Must Go Wrong)
4. Les Cubix Dudes / Cosplay et vrais héros (Cubix Dudes / Cos-played)
5. Le road trip / Le Tombeau Perdu (Road Trippin / Escape Doom)
6. Pas de flamant chez maman / Groupes éclaboussés (The Flamingo Must Flamin-Go / Splatter of the Bands)
7. Le phare d'Oceanside / Championne de breakdance (Bringing Home the Beacon / Dance Like No Mom is Watching)
8. La quinceañera de Kristine / L'amitié à toute épreuve (Kristine-ceañera / The Puffle Kerfuffle)
9. Saut périlleux / La Reine Crabe (Flippin' Out / Smells Like Queen Spirit)
10. Chats sauvages / Babysitting et concert (Catching Felines / It's All Gonna Be OK-Pop)
11. Attention, OVNIS ! (U.F. Whoa!)
12. Vague à l'âme / Baisers manqués (Seas the Day / Kissed Opportunities)
13. La journée de Scott / Luge en folie ! (Sight for Dinosaur Eyes / Along for the Slide)
14. Blouson de cuir / Pincez-moi je rêve ! (Leather Jacket Hailey / In a Pinch)
15. Guerre et pets / Qui a libéré les chiens ? (Hailey) (The Fart of War / Who Let the Dogs Out? (Hailey))
16. Un nouvel adversaire / Le Dédale de Céréales (Beta's Gonna Hate / The A-maize-ing Maze)
17. La soirée pyjama / Le Grand Rebond (I Know What You Did Last Slumber / Lady and the Trampoline)
18. Pastrami Scottie / Rien que la vérité (Scott's on a Roll / Bye Bye Birdies)
19. Frank-tastique / Une journée au bowling (Frankly Fabulous / The Pin is Mightier Than the Swole)
20. Un joyeux Noël chaotique (We Wish You a Merry Chaos-mas)
21. La sirène d'Oceanside / Les Banksogas (Mer-made in Oceanside / Full House (of Bugs))
22. L'arbitre contre-attaque / Magie : Impossible (The Umpire Strikes Back / Magician: Impossible)
23. Le jour de l'ours / 2001 : l'odyssée des époux (Bad Bear Day / 2001: A Spouse Odyssey)
24. Les Évadés / La grève du riz (The Saw-shank Redemption / No More Mr. Rice Guy)
25. Quand les quenottes attaquent / Bonnes intentions (When Squeeples Attack / Cool Intentions)
26. Catch hypnotique / Sauvez une Baleine ! (Out of Body Slam Experience / Get Whale Soon)
27. La crise existentielle de Kristine / Oceanside's 11 (How Kristine Goat Her Groove Back / Oceanside's 11)
28. L'échec de la semaine / La course de chèvres (Student of the Weak / Smother Knows Best)
29. Le meilleur lugeur / On se ressemble (The Biggest Luger / An Imposter is Born)
30. Le bal de fin d'année (I Wanna Dance With My Buddy)

## Courts-métrages

### Mini-épisodes
Dans le cadre d'une campagne promotionnelle, Disney Channel a commencé à diffuser le Disney Theme Song Takeover dans lequel des personnages de soutien de différentes émissions ont interprété la chanson thème de la série dans laquelle ils se trouvaient.
1. Beta Theme Song Takeover
2. Scott's Theme Song Takeover
3. Hailey's Day Off

### Chibiverse
Chibiverse est une série de courts métrages qui dépeignent des personnages de diverses propriétés de Disney Channel dans une animation de style chibi. En novembre 2023, la série a commencé à publier des courts métrages basés sur Hailey sauve le monde.
1. Hailey's On The Disneyland Matterhorn
2. Beta in Love
3. Fortune Teller
4. Science Unfair
5. Chaos Bot Picnic

### Broken Karaoke
Une partie de la série Broken Karaoke lancée par Les Green à Big City.
1. Born To Be Strange
2. I Wear Them All

### Road Trip
Une série de courts métrages centrée sur Hailey, Scott et Beta qui partent en voyage dans la voiture du professeur pour visiter le musée des clowns. Les courts métrages font suite à une série similaire Les Green à Big City.
1. Road Trip
2. Moon Roof
3. Arrrchie's
4. Robot Road Rage
5. The Clown Museum

## Personnages principaux
- Hailey Banks : Hailey Banks est une jeune fille hawaïenne de 14 ans qui n’aime pas prendre de risques et doit maintenant surmonter ses insécurités et ses peurs afin de sauver le monde. Elle a le béguin pour Scott, son meilleur ami, bien qu’il en soit complètement inconscient et ne la considère que comme une amie proche. Dans l’épisode « U.F. Whoa ! », il est révélé qu’elle invente l’élément d’énergie propre qui alimente les Chaos Bots.
- Scott Denoga : Scott Denoga est un garçon philippino-coréen de 14 ans et le meilleur ami de Hailey qu’elle doit embrasser afin d’empêcher la fin du monde, mais choisit de le faire en dernier sur sa liste car cela pourrait ruiner leur amitié.
- Beta : Beta est un système d’exploitation d’IA du futur qui énumère les réalisations de Hailey. Il a une relation conflictuelle avec Scott.

## Commentaires
La série a été diffusée simultanément sur Disney Channel et Disney XD le 8 juin 2023, puis sur Disney+ le lendemain. Plusieurs courts métrages « Theme Song Takeover », « Broken Karaoke » et « Chibi Tiny Tales » mettant en vedette des personnages de la série ont commencé à être diffusés en juillet. La série a une directive parentale TV-Y7.

## Réception critique
Matthew Aguilar de ComicBook.com a décrit Hailey sauve le monde comme une « nouvelle série d’aventures comiques délicieuses ». Ashley Moulton de Common sense Media a donné à Hailey sauve le monde une note de quatre étoiles sur cinq, a fait l’éloge de la représentation de messages positifs et de modèles, citant l’amitié et le courage, tout en complimentant la valeur éducative, en écrivant : « Le modèle d’adolescente brille dans l’action-aventure drôle ».